# Andreas Wiedemann
Andreas Wiedemann (* 1970, Göttingen) je německý historik, působící v Česku.

## Životopis
Vystudoval moderní a východoněmecké dějiny na Univerzitě Heinricha Heina v Düsseldorfu. Disertaci o znovuosidlování českého pohraničí po odsunu obhájil v roce 2004 (školitelem byl Detlef Brandes). Od roku 2007 pracuje na Rakouském velvyslanectví v Praze jako tiskový referent, předtím byl krátce redaktorem německého vysílání Českého rozhlasu.

## Dílo
- Nadace Reinharda Heydricha v Praze (1942-1945). 1. vyd. [Praha]: Pražská edice, ©2004. 127 s. Historica. ISBN 80-86239-08-X.
- "Pojď s námi budovat pohraničí!": osídlování a proměna obyvatelstva bývalých Sudet 1945-1952. Překlad Petr Dvořáček. V českém jazyce vydání první. Praha: Prostor, 2016. 471 stran. Obzor; 93. svazek. ISBN 978-80-7260-337-4.